# 田縉
田缙（?—?），字雲長，唐朝平州卢龙（今属河北省卢龙县）人，田承嗣的儿子，田華、田绪的弟弟。
田缙曾任殿中侍御史内供奉，右领军卫将军。在贞元十年（794年）入朝，授左骁卫将军，封扶风郡公。元和年间，拜夏绥银节度使。开元时置宥州，田缙重修宥州城。元和十一年（816年）五月，宥州军乱，逐宥州刺史骆怡，夏绥银节度使田缙将乱军击败。官军伐蔡州，田缙以牛马助军。田缙统夏州，压迫党项人，党项于是引吐蕃犯塞。吐蕃攻打丰州，田缙设伏击败，俘斩过当。元和十三年（818年）十月，吐蕃攻打宥州，与灵州兵战定远城，平凉镇遏使郝玼又破敌兵二万，收复原州城，夏州节度使田缙破敌兵三千。入朝为左卫大将军，李听代为夏绥节度使。李听弹劾田缙贪污军粮四万斛，强取羌人羊马，使得吐蕃乘隙入侵。元和十四年（819年）九月，贬右卫大将军田缙为衡王傅。之后，吐蕃又攻盐州，田缙贬为房州司马。长庆初年，官至左领军卫将军。

## 儿子
- 田季宗，監察御史
- 田季昌，福王府參軍
- 田季皋
- 田季鷹
- 田季卿
- 田季黃
- 田季芳